# Piggotts
Piggotts är en parishhuvudort i Antigua och Barbuda.   Den ligger i parishen Parish of Saint George, i den norra delen av landet, 5 kilometer öster om huvudstaden Saint John's. Piggotts ligger 11 meter över havet och antalet invånare är 1 878. Den ligger på ön Antigua.
Terrängen runt Piggotts är platt åt nordost, men åt sydväst är den kuperad. Havet är nära Piggotts åt nordost. Närmaste större samhälle är Saint John's, 4,9 kilometer väster om Piggotts. 
Omgivningarna runt Piggotts är en mosaik av jordbruksmark och naturlig växtlighet. Runt Piggotts är det ganska tätbefolkat, med 222 invånare per kvadratkilometer.